# Agriotes nigropubens
Agriotes nigropubens là một loài bọ cánh cứng trong họ Elateridae. Loài này được Reitter miêu tả khoa học năm 1904.